# Willem van Otterloo

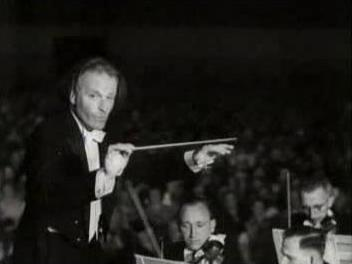
Willem van Otterloo nel 1951

Willem van Otterloo (Winterswijk, 27 dicembre 1907 – Melbourne, 27 luglio 1978) è stato un direttore d'orchestra e compositore olandese.

## Biografia
Nato a Winterswijk, nella provincia della Gheldria, Van Otterloo trascorse gran parte della sua giovinezza a Utrecht, dove il padre, ispettore delle ferrovie olandesi, era stato trasferito. Dopo aver iniziato gli studi in medicina all'Università di Utrecht passò al conservatorio di Amsterdam dove studiò composizione con Sem Dresden e violoncello con Max Oróbio de Castro.
Dopo il diploma nel 1932, Van Otterloo venne nominato direttamente violoncellista presso l'Utrechts Stedelijk Orkest (Orchestra Comunale di Utrecht - OSU) della quale divenne presto prima assistente poi secondo e in seguito primo direttore. Nello stesso anno vinse un premio di composizione del Concertgebouw per la sua Suite n. 3. Nel 1949 venne nominato direttore principale della Residentie Orkest dell'Aja e tra il 1962 e il 1972 anche della Radio Filharmonisch Orkest di Hilversum.
Sotto la sua direzione la Residentie Orkest riscosse grande successo soprattutto negli anni cinquanta e questo fruttò anche un lucroso contratto discografico con la Philips Records. Van Otterloo ha realizzato molte registrazioni grammofoniche, soprattutto con la Residentie dell'Aja, ma anche con la Royal Concertgebouw Orchestra, i Berliner Philharmoniker, Wiener Philharmoniker, l'Orchestre des Concerts Lamoureux e la Sydney Symphony Orchestra. Per Van Otterloo la stagione concertistica 1973-1974 fu l'ultima alla direzione della Residentie.
Trascorse undici anni in Australia dove dal 1969 al 1970 fu direttore della Melbourne Symphony Orchestra e dal 1973 al 1978 della Sydney Symphony Orchestra.
Morì a 70 anni a St Kilda East, presso Melbourne, in seguito ad un incidente stradale occorso poco dopo un concerto con la Sydney Symphony. La salma venne trasferita all'Aja per la cremazione.